# Кунгуртуг
Село Кунгуртуг (рос. Кунгуртуг) є адміністративним центром Тере-Хольського кожууна Республіки Тива Російської Федерації. Відстань до Кизила — 251км, до Москви — 4267 км. Населення 1820 чол.